# Mariene ecoregio Centrale Somalische Kust
De Mariene ecoregio Centrale Somalische Kust (93) (Engels: Central Somali Coast marine ecoregion) is een biogeografische regio en ligt in het noordwesten van de Indische Oceaan in de Mariene provincie Somalië/Arabië (19) in het Marien rijk Westelijke Indo-Pacific. De mariene ecoregio is vastgesteld door het World Wide Fund for Nature en The Nature Conservancy en is vernoemd naar de kust van Somalië.
In het noordoosten grenst het gebied aan de mariene ecoregio Golf van Aden (89) en in het zuidwesten aan de mariene ecoregio Noordelijke Indische moessonstroomkust (94).

## Geografie
De mariene ecoregio ligt in het noordwesten van de Indische Oceaan voor de oostkust van Somalië. Het gebied strekt zich uit van de landtong Ras Binnah bij Bargal in Somalië tot ten noordoosten van de stad Mogadishu en omvat onder andere de wateren rondom de landtong Ras Hafun.
Door het gebied stroomt de Somalistroom.

## Biogeografie
Het gebied kent zeeleven dat houdt van tropische temperaturen.